# In morte di Domenico Balestrieri
In morte di Domenico Balestrieri è un sonetto scritto da Giuseppe Parini nel 1780 per la morte di Domenico Balestrieri.

## Descrizione
Parini raffigura il dialetto milanese come un flauto che era appartenuto a Carlo Maria Maggi, commediografo degli ultimi anni del Seicento e creatore del personaggio di Meneghino. Questo "flauto" passò poi a due o tre autori di valore, i cui nomi non sono specificati (forse riconducibili a Carl'Antonio Tanzi, Girolamo Birago, Stefano Simonetta e Pietro Cesare Larghi).
Con la morte di questi autori rimase uno solo a farne uso: il Meneghino, cioè Domenico Balestrieri, che pubblicò le proprie rime come Rimm milanes de Meneghin Balestreri nel 1744. Il Balestrieri seppe far ridere e far piangere con la propria opera; pieno di merito e di lode, ora è morto anche lui e questo strumento rimane inutilizzato. Il Parini invita così i giovani autori insolenti a non utilizzare il milanese con disinvoltura perché, pensando che sia una cosa semplice, rischiano di farsi deridere.

## Testo
|    | In morte di Domenico Balestrieri             |  | Traduzione                                      |
|    |                                              |  |                                                 |
|    | Sta flutta milanesa on gran pezz fà          |  | Questo flauto milanese molto tempo fa           |
|    | L'eva del Magg; e peù la capitè              |  | era del Maggi; e poi capitò in mano             |
|    | A duu, o trii d'olter, ma de quij che sà     |  | a due o tre altri, ma di quelli che sanno       |
|    | Sonà ona flutta cont el so perché.           |  | suonare un flauto come si deve.                 |
|    |                                              |  |                                                 |
| 5  | Lor peù morinn, e questa la restè            |  | Poi loro morirono e questo rimase               |
|    | A Meneghin, ch'el la savuda fa               |  | a Meneghino, che ha saputo farlo                |
|    | Rid e fa piansg con tanta grazia che         |  | ridere e farlo piangere con tanta grazia che    |
|    | L'è ben diffizel de podell rivà.             |  | è ben difficile poterlo eguagliare.             |
|    |                                              |  |                                                 |
|    | Anca lù pien de merit e de lod               |  | Anche lui pieno di merito e di lode             |
| 10 | Adess l'è mort; e quell bravo istrument      |  | adesso è morto; e quel bravo strumento          |
|    | L'è restaa là in ca soa taccaa su a on ciod. |  | è rimasto a casa sua attaccato a un chiodo.     |
|    |                                              |  |                                                 |
|    | Ragazz del temp d'adess tropp insolent       |  | Ragazzi del giorno d'oggi troppo insolenti      |
|    | lasseel stà dove l'è; no ve fee god,         |  | lasciatelo stare dov'è; non fatevi irridere     |
|    | Che par sonall no basta a boffagh dent.      |  | perché per suonarlo non basta soffiarci dentro. |

## Riferimenti
Carlo Porta nella sua prima pubblicazione, El lava piatt del Meneghin ch'è mort (1792), si presentò nel titolo come lavapiatti del defunto Meneghino, cioè del Balestrieri.